# Temple de la renommée du football canadien
Le Temple de la renommée du football canadien est un organisme sans but lucratif situé à Hamilton (Ontario) qui met en valeur les accomplissements en football canadien. Il est ouvert au public et contient des exhibits sur la Ligue canadienne de football, le football universitaire canadien et le football junior canadien. Il comprend une boutique et possède un site internet officiel. La composante la plus importante du Temple de la renommée est la section centrale où chaque personne intronisée est représentée par un buste. On y trouve aussi des exhibits sur l'histoire de chaque équipe de la Ligue canadienne de football et un stand de bottés de placements interactifs.
La cérémonie d'intronisation des nouveaux membres a lieu une fois par année, lors de la Fin de semaine du Temple de la renommée (Hall of Fame Weekend) qui comprend également un match de saison régulière de la LCF, impliquant habituellement, mais pas toujours, les Tiger-Cats de Hamilton. Traditionnellement, les joueurs nouvellement admis font une allocution de réception devant l'édifice du Temple, puis leur buste est dévoilé. Un joueur doit être à la retraite depuis au moins trois ans pour pouvoir être considéré. Le comité d'admission est composé de journalistes sportifs, de dirigeants d'équipes de la LCF et de membres du Temple.
Le Temple de la renommée a été inauguré le 28 novembre 1972. Il est situé au centre-ville de Hamilton, près de l'ancien Hôtel de ville, à l'intérieur du quadrilatère formé par les rues Jackson, MacNab, Main et Bay.
La façade de l'édifice du Temple de la renommée est ornée d'une sculpture légèrement plus grande que nature, intitulée Touchdown (« touché »), représentant un receveur de passes se faisant plaquer juste après son attrapé. 
Le nombre de membres du Temple de la renommée se situait à 251 après la cérémonie de 2011. La cérémonie d'intronisation inaugurale a eu lieu le 19 juin 1963. La coupe Grey est exposée une partie de l'année dans le foyer de Temple de la renommée.
En septembre 2015, l'édifice du Temple de la renommée a fermé ses portes et sera reconverti à d'autres usages. Les coûts d'exploitation et le nombre trop faible de visiteurs sont la cause de cette fermeture. La collection du Temple est devenue sous la responsabilité de la LCF.

## Cérémonies d'intronisation récentes
- 2009 : Winnipeg, 24 au 26 septembre[6]
- 2010 : Regina et Saskatoon, 12 au 14 août[7]
- 2011 : Calgary, 14 au 18 septembre[8]
- 2012 : Winnipeg[9]
- 2013 : Edmonton[9]
- 2014 : Montréal, 20 et 21 septembre
- 2016 : Hamilton, 16 septembre[10]
- 2017 : Hamilton, 14 septembre[11]
- 2018 : Hamilton, 14 septembre[12]
- 2019 : Hamilton, 9 août[13]
- 2020 et 2021 : Hamilton, cérémonie combinée tenue le 17 juin 2022[14]
- 2022 : Hamilton, 16 septembre[15]
- 2023 : Hamilton, 15 septembre[16]

## Photos

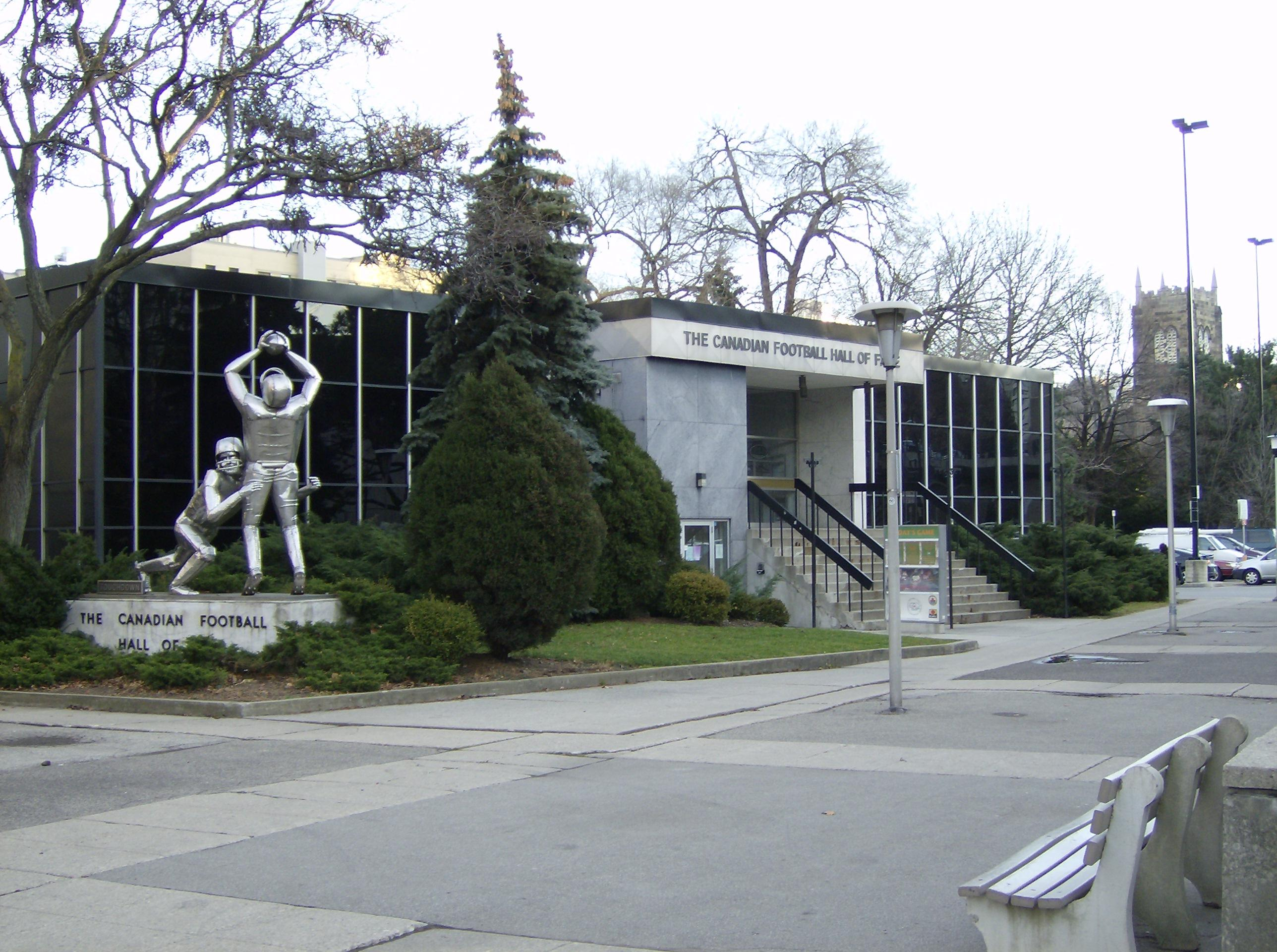
Vue générale.
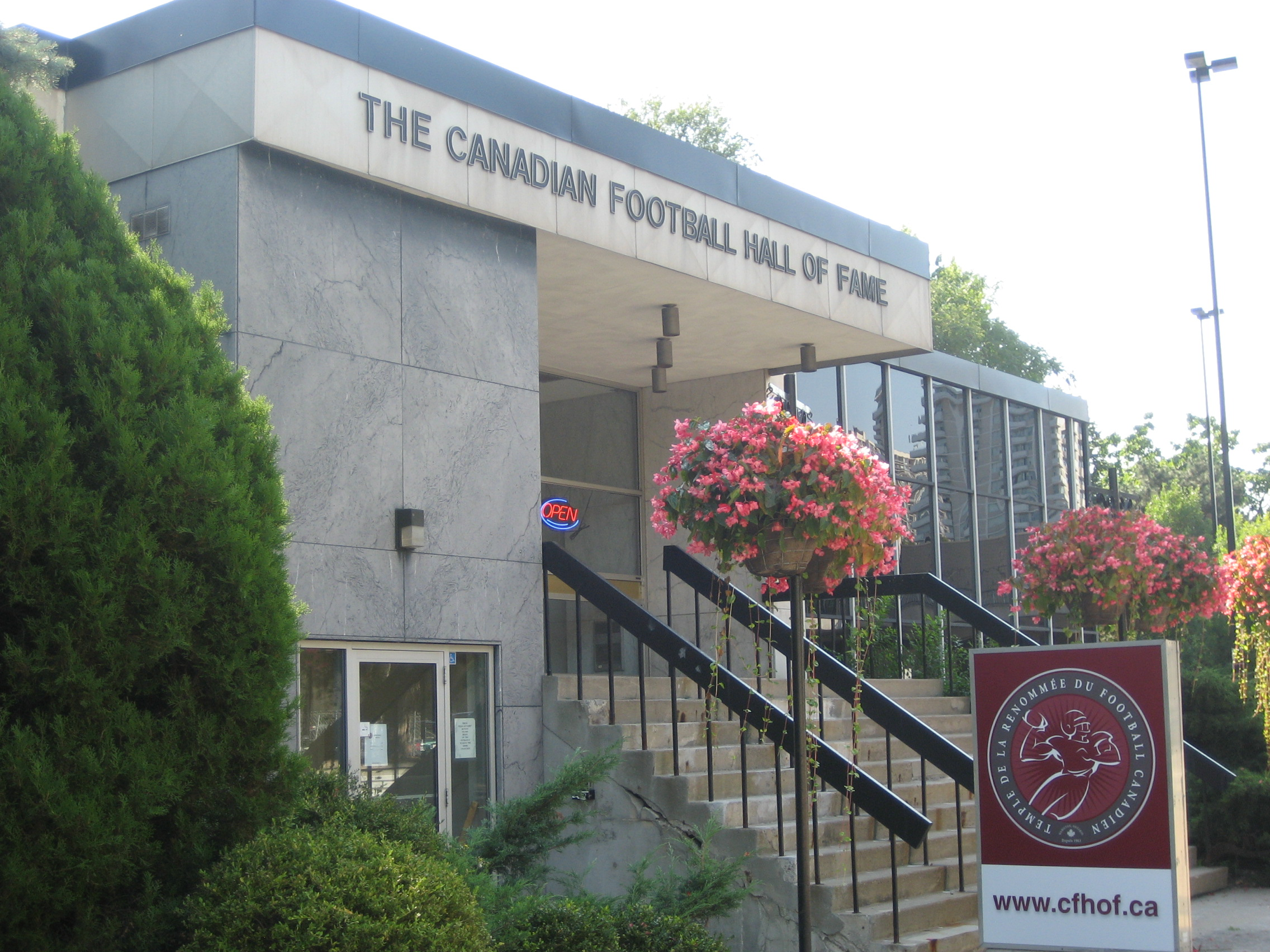
L'entrée principale
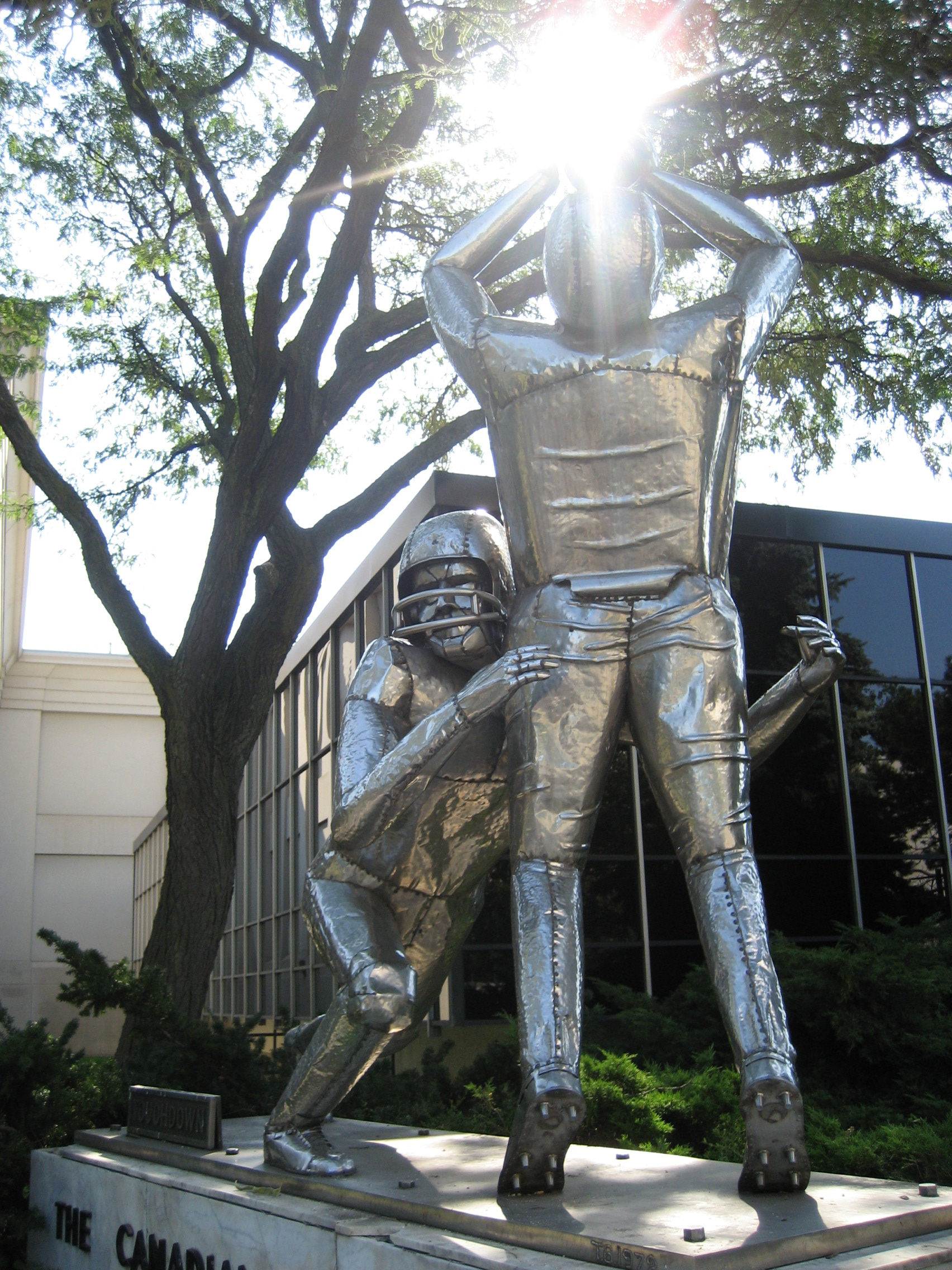
Sculpture Touchdown
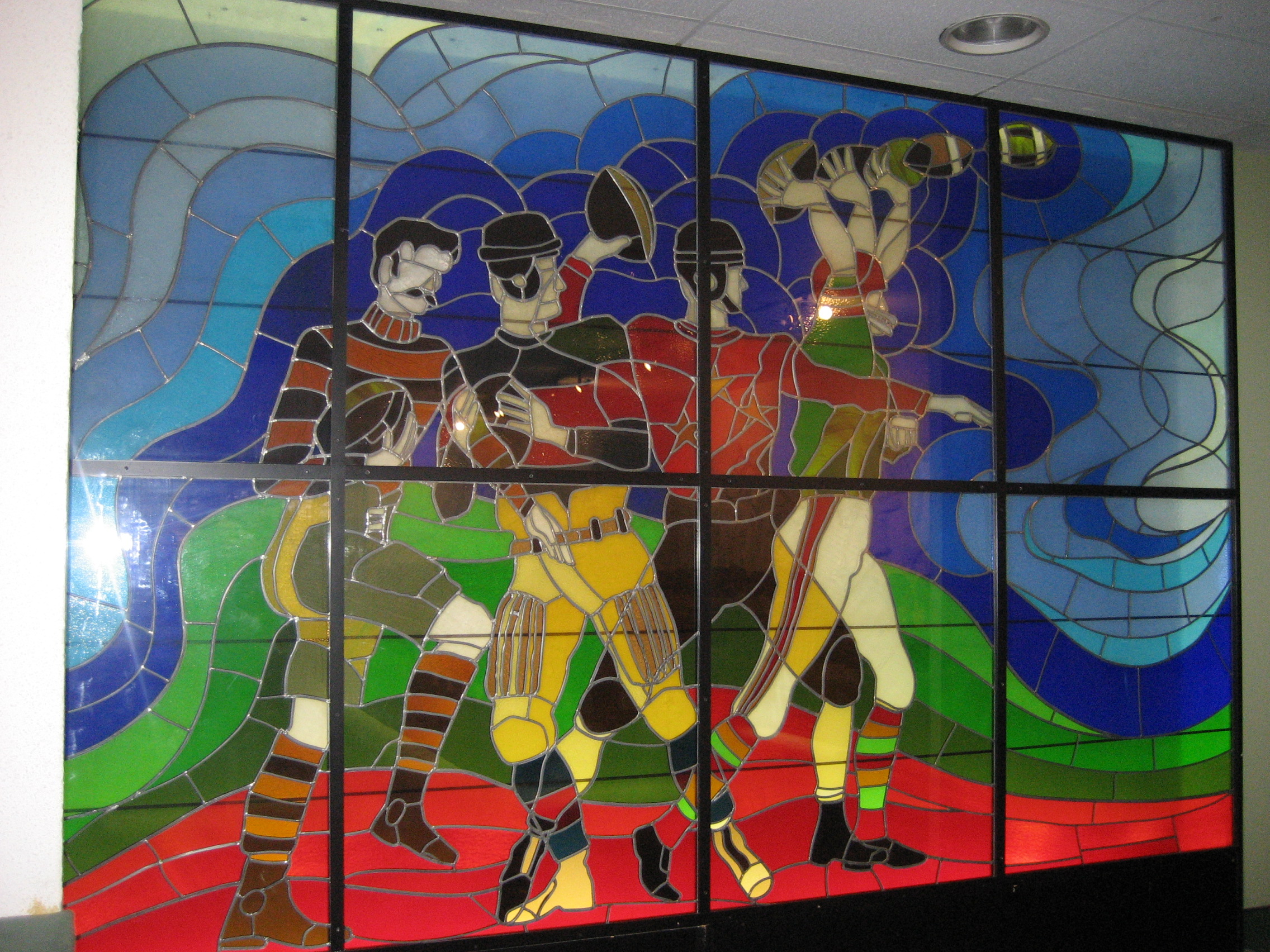
Murale